# Broc (Maine-et-Loire)
Broc település Franciaországban, Maine-et-Loire megyében. Lakosainak száma 329 fő (2018. január 1.). Broc Marcilly-sur-Maulne, Villiers-au-Bouin, Chalonnes-sous-le-Lude, Chigné, La Chapelle-aux-Choux, Dissé-sous-le-Lude és Le Lude községekkel határos.

## Népesség
A település népességének változása:
| Lakosok száma | 503  | 425  | 402  | 331  | 315  | 325  | 313  | 318  | 329  | 329  |
|               | 1968 | 1975 | 1982 | 1990 | 1999 | 2011 | 2013 | 2015 | 2017 | 2018 |